# Districtul Ajka
Ajka (în maghiară Ajkai járás) este un district în județul Veszprém, Ungaria.
Populația districtului este de 39.154 locuitori (2013).